# 田尾鄉

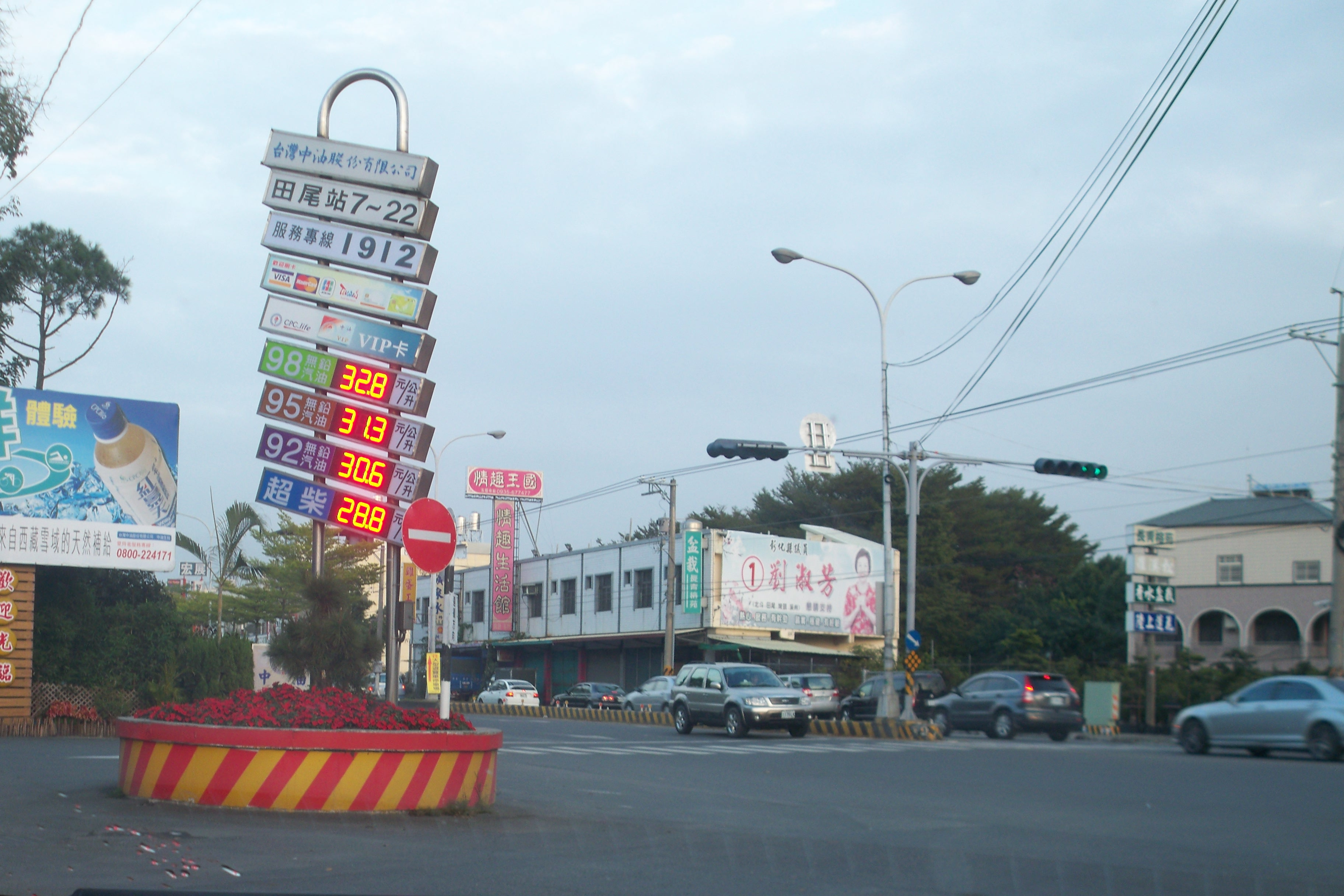
位於田尾市區一帶的台灣中油田尾站

田尾鄉位於台灣彰化縣南部，為東西狹長農村，台1線從中間通過。北緣永靖鄉、南接北斗鎮，以公路花園著名，為花卉生產專業區。1973年成立開闢公路花園園藝觀光區，以民生路、民族路及公園路沿線為主要觀光路線。田尾的花卉年產量與種類居全臺灣之冠，有花鄉之稱。

## 歷史
此地於清朝乾隆年間開墾，當時分有東螺、東西堡及武西堡。日治時期，濁水溪上游居民因其濁水溪下游，便稱該地為田尾庄，屬台中州北斗郡管轄，1945年改稱為田尾鄉。
本鄉在清朝乾隆年間始由中國閩、粵兩省籍民開拓，時分東螺，東西堡及武西堡，本鄉位於濁水溪八堡二圳之下游，水流自二水流經田中而至本鄉境，上游居民稱下游為田尾，故本鄉稱田尾，均屬彰化縣。日治初年改屬台中縣彰化支廳所轄，1920年日本台灣總督地方自治制度改制隸屬台中州北斗郡、同時改稱「田尾庄」所轄分為八大字「田尾、饒平厝、曾厝崙、鎮平、小紅毛社、海豐崙，打簾，卅張犁」，各置保正一名。
民國卅四年二次大戰結束後行政區域歸屬台中縣北斗區改稱「田尾鄉」，1950年10月台灣實施地方自治行政區域調整，將本鄉劃歸彰化縣。

## 人口
根據彰化縣北斗戶政事務所及彰化縣政府民政處統計，2024年底田尾鄉戶數約8.3千戶，人口約2.6萬人，鄉內人口最多與最少的村分別是饒平村與新厝村，2024年底兩村人口分別為2,970人與259人，其中新厝村也是彰化縣人口最少的村里。

## 政治

### 歷屆鄉長
| 任次 | 姓名   | 備註                 |
| ---- | ------ | -------------------- |
| 1    | 彭如勳 |                      |
| 2    | 彭如勳 |                      |
| 3    | 彭如勳 |                      |
| 4    | 陳七   |                      |
| 5    | 陳七   |                      |
| 6    | 陳終勸 |                      |
| 7    | 陳玉清 |                      |
| 8    | 陳玉清 |                      |
| 9    | 陳終勸 |                      |
| 10   | 陳終勸 |                      |
| 11   | 羅坤城 |                      |
| 12   | 鄭家吉 | 民主進步黨           |
| 13   | 劉淑芳 | 中國國民黨           |
| 14   | 劉淑芳 | 中國國民黨           |
| 15   | 莊仁舜 | 中國國民黨           |
| 16   | 莊仁舜 | 中國國民黨           |
| 17   | 林文華 | 中國國民黨，解職     |
| 17   | 陳君瑞 | 代理鄉長             |
| 17   | 陳君栓 | 中國國民黨，補選上任 |
| 18   | 林守政 | 無黨籍               |
| 19   | 許淑美 | 無黨籍現任           |

### 鄉政組織
田尾鄉公所是田尾鄉最高層級的地方行政機關，在中華民國政府架構中為鄉自治的行政機關，同時負責執行縣政府及中央機關委辦事項，田尾鄉的自治監督機關為彰化縣政府。鄉長由全體鄉民直接選舉產生，任期為四年，可連選連任一次。田尾鄉公所並置鄉政會議，為鄉政最高決策機構，在鄉長之下，設有5課4室等9個內部單位及2個附屬機關。
田尾鄉民代表會是田尾鄉的最高民意機關，代表田尾鄉全體鄉民立法和監察鄉政。鄉民代表由公民直選選出，任期為四年，可連選連任。田尾鄉民代表會共有11位鄉民代表，分別為第一選區5席鄉民代表、第二選區2席鄉民代表、第三選區1席鄉民代表、第四選區3席鄉民代表，主席、副主席由11位鄉民代表互選產生。

### 行政區
田尾鄉共轄20村：
| 田尾村 村長王進峰 | 北曾村 村長莊添鏿 | 北鎮村 村長邱 模  | 打簾村 村長邱垂麟 | 正義村 村長王政堅 |
| 仁里村 村長李坤極 | 南曾村 村長李明營 | 南鎮村 村長劉定國 | 柳鳳村 村長周一郎 | 海豐村 村長吳永棋 |
| 陸豐村 村長邱柏勲 | 新厝村 村長羅暉杉 | 新生村 村長陳苑如 | 新興村 村長蒲創結 | 溪畔村 村長陳錦津 |
| 溪頂村 村長顏文龍 | 睦宜村 村長陳作禮 | 福田村 村長陳壯飛 | 豐田村 村長許世榮 | 饒平村 村長蔡文欽 |

## 交通

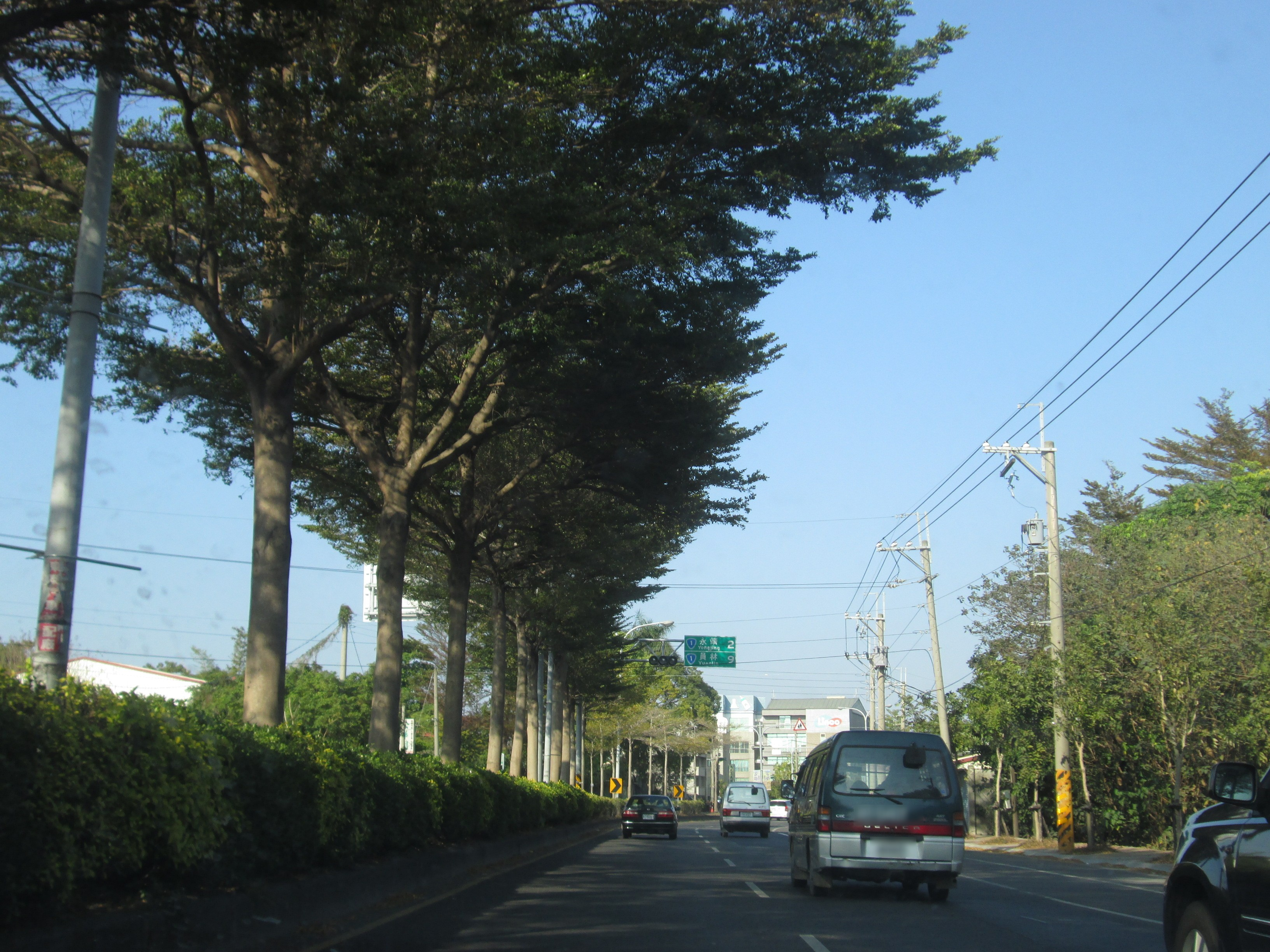
縱貫公路（台1線）行經田尾鄉

### 公路
- 台1線
- 縣道150號：本鄉南邊邊界。

## 教育

### 國民中學
| # | 學校名稱             | 學校地址                         | 網址                                               |
| 1 | 彰化縣立田尾國民中學 | 彰化縣田尾鄉饒平村中學路二段18號 | http://www.twjh.chc.edu.tw/ （页面存档备份，存于） |

### 國民小學
| # | 學校名稱                 | 學校地址                          | 網址                                                                      |
| 1 | 彰化縣田尾鄉田尾國民小學 | 彰化縣田尾鄉饒平村中山路一段449號 | https://www.twps.chc.edu.tw/ （页面存档备份，存于）                       |
| 2 | 彰化縣田尾鄉陸豐國民小學 | 彰化縣田尾鄉陸豐村民生路三段200號 | https://web.archive.org/web/20120830085701/http://www.lfes.chc.edu.tw/%3C |
| 3 | 彰化縣田尾鄉南鎮國民小學 | 彰化縣田尾鄉南鎮村光復路一段295號 | https://web.archive.org/web/20170805221236/http://163.23.102.193/         |
| 4 | 彰化縣田尾鄉仁豐國民小學 | 彰化縣田尾鄉新厝村中正路二段101號 | https://web.archive.org/web/20150804040533/http://www.rfes.chc.edu.tw/%3C |

## 旅遊
- 田尾公路花園
- 田尾天乙宮：主祀蘇府王爺[6][7]
- 仁里北玄宮：主祀玄天上帝
- 國聖宮：主祀國姓爺，緣起於清道光年代。
- 朝天宮：香火源自北港朝天宮。
- 玄德宮：香火降臨松柏嶺受天宮。
- 禪光寺（佛教寺院）
- 百花騎放自行車道
- 東螺溪自行車道

## 外部連結
- 田尾鄉公所全球資訊網 （页面存档备份，存于）
- 彰化縣田尾鄉公所的Facebook專頁